# ブレックリー郡 (ジョージア州)
ブレックリー郡（ブレックリーぐん、英: Bleckley County）は、アメリカ合衆国ジョージア州の中央部に位置する郡である。2010年国勢調査での人口は13,063人であり、2000年の11,666人から12.0%増加した。郡庁所在地はコクラン市（人口5,150人）であり、同郡で人口最大の都市でもある。

## 歴史
ブレックリー郡は、軍人であり、またジョージア州最高裁判所の判事を務めたローガン・エドウィン・ブレックリーに因んで名付けられた。郡内には、国内最古の2年制公立カレッジであるミドル・ジョージア・カレッジがある。1912年7月30日、ブレックリー郡を創設するための憲法修正案が提案され、同年11月5日に批准されてブレックリー郡が成立した。

## 郡政府
ブレックリー郡は、単独のコミッショナーが行政と立法を担当する政府形態を採っており、このような郡政府はジョージア州に8郡しか残っていない。その他、保安官、裁判所事務官、税務委員、検認判事が選挙で選ばれている。

## 地理
アメリカ合衆国国勢調査局に拠れば、郡域全面積は219.14平方マイル (567.6 km2)であり、このうち陸地217.39平方マイル (563.0 km2)、水域は1.74平方マイル (4.5 km2)で水域率は0.79%である。

### 主要高規格道路

#### 州間高速道路
- 州間高速道路16号線

#### アメリカ国道
- アメリカ国道23号線
- アメリカ国道23号線産業道路（イーストマン）
- アメリカ国道129号線代替路（コクラン）

#### ジョージア州道
- ジョージア州道26号線
- ジョージア州道87号線
- ジョージア州道87号線産業道路
- ジョージア州道112号線
- ジョージア州道126号線
- ジョージア州道257号線
- ジョージア州道278号線
- ジョージア州道404号線

### 隣接する郡
- ウィルキンソン郡 - 北
- トゥイッグス郡 - 北
- ローレンス郡 - 東
- ドッジ郡 - 南東
- プラスキ郡 - 南西
- ハウストン郡 - 西

## 人口動態
以下は2000年の国勢調査による人口統計データである。
| 基礎データ - 人口: 11,666人 - 世帯数: 4,372 世帯 - 家族数: 3,121 家族 - 人口密度: 21人/km2（54人/mi2） - 住居数: 4,866軒 - 住居密度: 9軒/km2（22軒/mi2） 人種別人口構成 - 白人: 73.24% - アフリカン・アメリカン: 24.59% - ネイティブ・アメリカン: 0.09% - アジア人: 0.93% - 太平洋諸島系: 0.03% - その他の人種: 0.48% - 混血: 0.63% - ヒスパニック・ラテン系: 0.92% | 年齢別人口構成 - 18歳未満: 26.6% - 18-24歳: 11.3% - 25-44歳: 26.5% - 45-64歳: 22.1% - 65歳以上: 13.6% - 年齢の中央値: 35歳 - 性比（女性100人あたり男性の人口） - 総人口: 93.0 - 18歳以上: 88.5 世帯と家族（対世帯数） - 18歳未満の子供がいる: 32.9% - 結婚・同居している夫婦: 51.8% - 未婚・離婚・死別女性が世帯主: 15.5% - 非家族世帯: 28.6% - 単身世帯: 25.5% - 65歳以上の老人1人暮らし: 11.0% - 平均構成人数 - 世帯: 2.52人 - 家族: 3.0人 | 収入と家計 - 収入の中央値 - 世帯: 33,448米ドル - 家族: 41,095米ドル - 性別 - 男性: 30,917米ドル - 女性: 22,912米ドル - 人口1人あたり収入: 15,934米ドル - 貧困線以下 - 対人口: 15.9% - 対家族数: 11.7% - 18歳未満: 24.1% - 65歳以上: 17.8% |

## 都市と町
- アレンタウン
- コクラン - 郡庁所在地